# Jin (nutria)
Jin (2001 o 2002-2010) fue una nutria asiática de garras pequeñas que escapó del Zoológico de Auckland en Nueva Zelanda en 2006. Fue capturada casi un mes después en la isla Rangitoto, en el golfo de Hauraki, después de nadar unos 20 kilómetros, y fue devuelta al zoológico. Nació en el Zoológico de Auckland, fue trasladada a la Reserva de Vida Silvestre Willowbank en Christchurch en 2006 y fue trasladada nuevamente al Zoológico de Wellington en 2007. Murió en 2010.

## Escape del zoológico
Jin escapó del Zoológico de Auckland el 13 de junio de 2006 porque una caja nido no estaba adecuadamente fijada a una pared del recinto. Para escapar, cavó a través de dos paredes y trepó una barrera de 1,8 metros. Otras dos nutrias también escaparon, pero fueron capturadas en el zoológico. En un intento de atraerla, se reprodujeron grabaciones de sonidos de nutria. Se utilizó un perro para buscar en las calles cercanas al zoológico, así como en Jaggers Bush y Meola Creek. En ese momento, los conservacionistas estaban preocupados por la posibilidad de que Jin entrara en la isla Tiritiri Matangi, que es el hogar de especies en peligro de extinción como el ave takahē, ya que podría haberlas depredado. Nadó hasta la refinería de azúcar de Chelsea y luego al suburbio de Devonport, que está a unos 10 kilómetros del zoológico y nadó 5,6 kilómetros a través del puerto de Waitemata. Las autoridades colocaron trampas en el suburbio con alimentos: mariscos, carne y huevos, pero no funcionaron. Fue avistada en la playa Narrow Neck. También se informó de avistamientos en Whangārei Heads y en el río Tamaki, aunque se cree que se trataba de una foca y un cormorán moñudo, respectivamente. El 9 de julio, un marinero en el golfo de Hauraki la avistó y la vio salir de una pequeña cueva. En las islas del golfo se colocaban alimentos alrededor de trampas.
Fue encontrada el 10 de julio en una jaula de alambre trampa en la isla Rangitoto o en la isla Motutapu (las fuentes varían) después de estar suelta por poco menos de un mes. La trampa tenía un trozo de cordero dentro. Tenía algunos cortes y se creía que había nadado hasta 20 kilómetros. El Departamento de Conservación gastó alrededor de 2000 dólares en capturar a Jin. Perdió aproximadamente un tercio de su peso corporal y fue mantenida en cuarentena durante un mes después de ser capturada. Los medios de comunicación locales cubrieron la fuga casi a diario. Mientras ella todavía estaba suelta, la gente en Internet estaba compartiendo una receta para un cóctel llamado Swimming Jin (ginebra, pepino y granada) y el Sindicato Nacional de Distribución hizo calcomanías para parachoques que decían que encontrar a Jin era más fácil que encontrar un buen salario.

## Vida
Jin, una nutria asiática de garras pequeñas, nació en el zoológico de Auckland  en 2001 o 2002. La trasladaron en agosto de 2006 a la reserva de vida silvestre Willowbank de Christchurch con la esperanza de que pudiera procrear con una nutria llamada Jala. Jin y Jala fueron trasladados al Zoológico de Wellington en noviembre de 2007 y permanecieron en cuarentena durante un mes antes de que el público pudiera verlos. En enero de 2009 fueron trasladados a un nuevo hogar en el zoológico. En 2010, Jin conoció a una nutria llamada Bud con la intención de que se reprodujeran, pero nunca tuvieron crías. Jin fue encontrada muerta el 16 de agosto de 2010 en su recinto. Stuff clasificó a Jin como uno de sus «10 animales más conmovedores» en 2011 y The New Zealand Herald incluyó a Jin como uno de los «animales cuyos destinos han atrapado a la nación» en 2021.